# Franziskanerkloster Sagan
Koordinaten: 51° 36′ 53,7″ N, 15° 19′ 29,6″ O

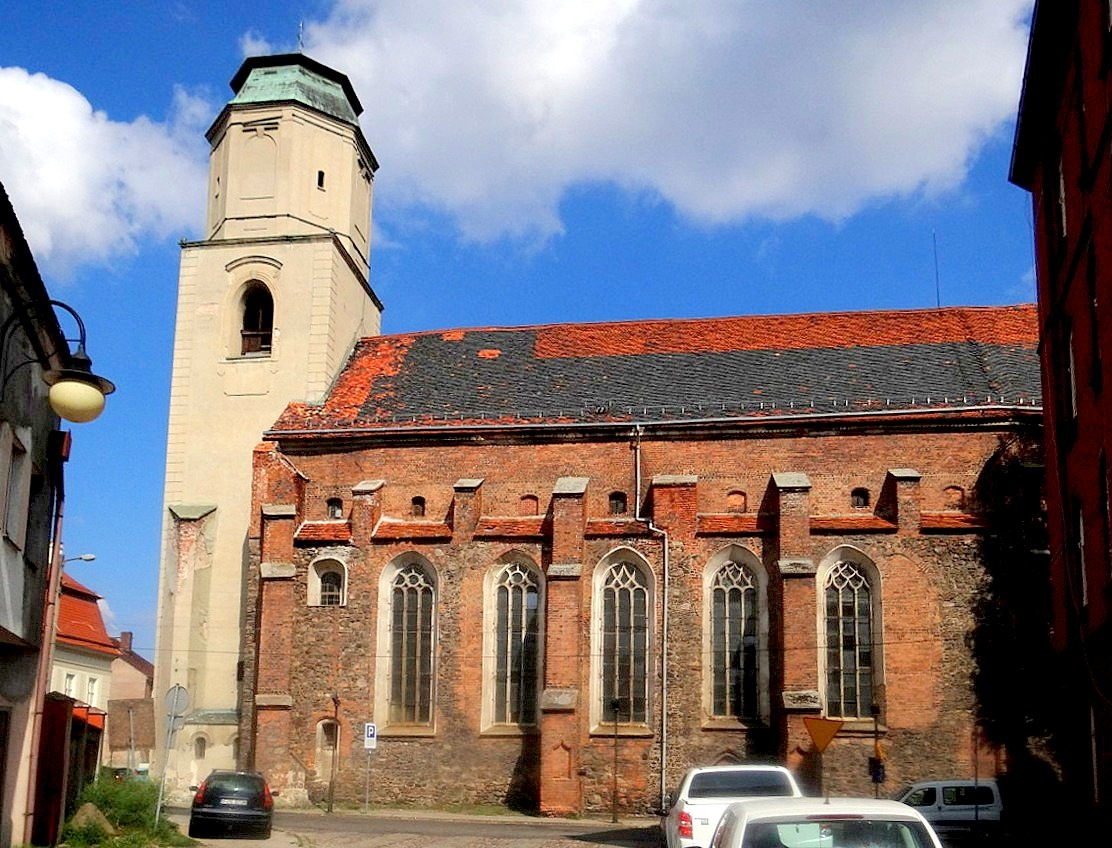
Ehemalige Klosterkirche des Franziskanerklosters, dann Kirche des Jesuitenkollegiums

Das Franziskanerkloster Sagan war ein Kloster des Franziskanerordens (lateinisch Ordo fratrum minorum, deutsch: Orden der Minderen Brüder, Ordenskürzel OFM) in Sagan im damaligen Herzogtum Sagan in Schlesien, seit 1945 Żagań in der Woiwodschaft Lebus (Polen). Das Kloster wurde kurz vor 1284 oder Anfang 1284 gegründet. Es gehörte zur Sächsischen Provinz (Saxonia) des Franziskanerordens. 1540 wurde der Konvent aufgelöst.

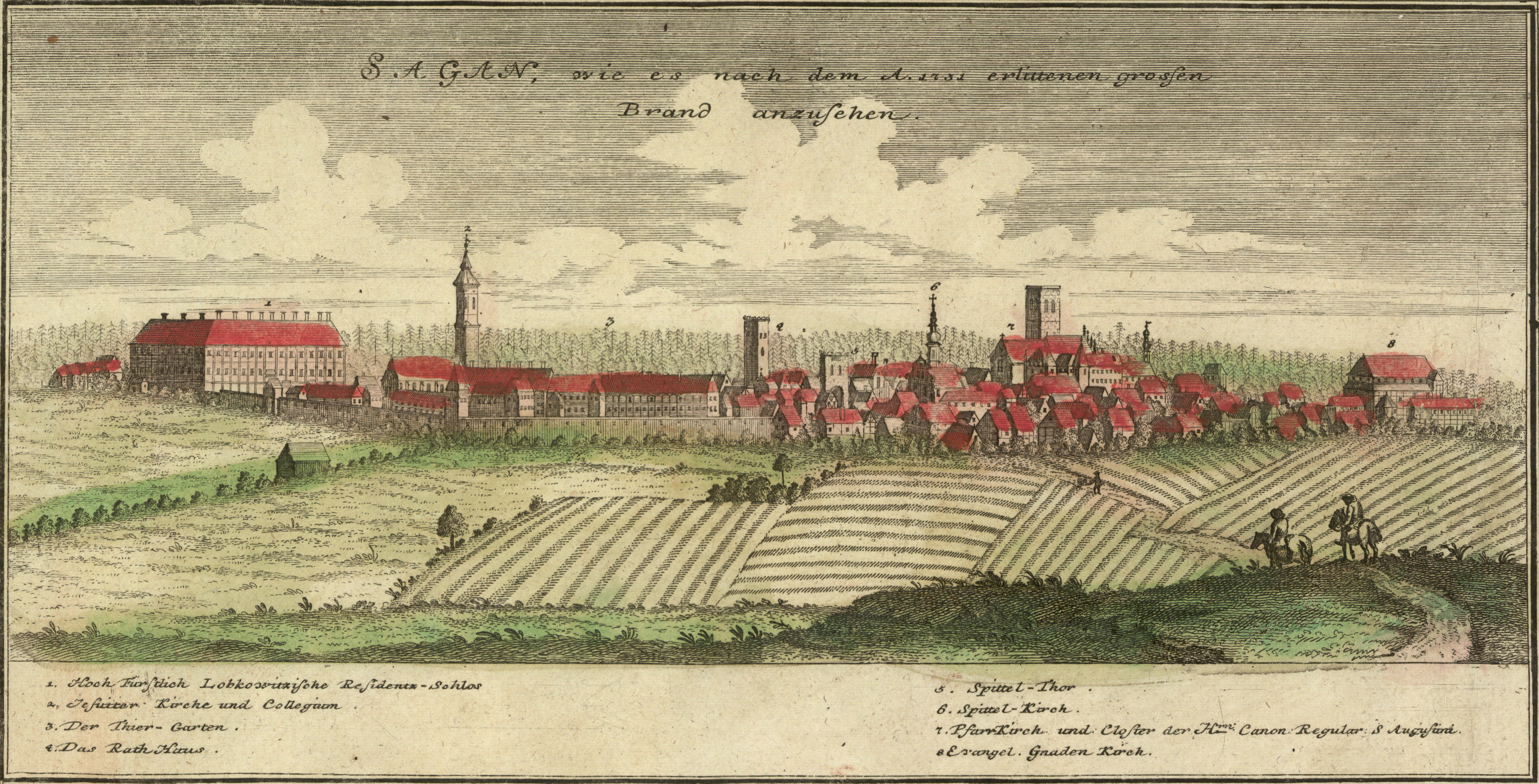
Ansicht der Stadt Sagan, um 1735 (aus Werner, Tab. II.)

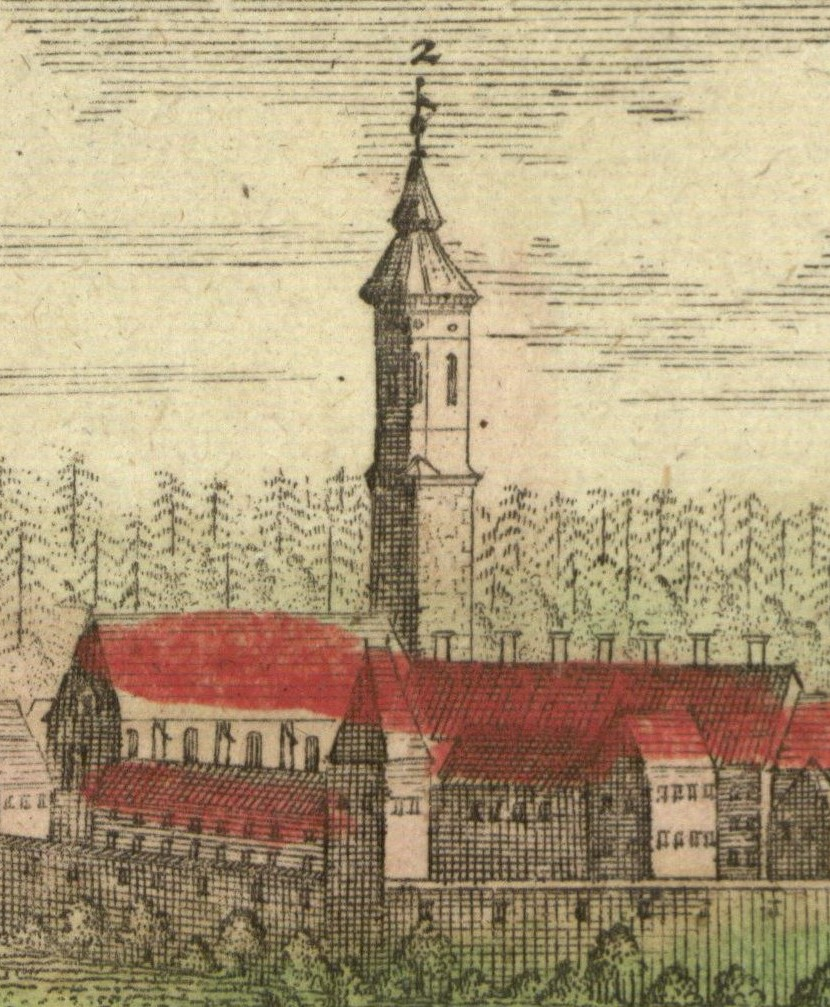
Detail aus der Werner’schen Stadtansicht, um 1735, die Kirche des Jesuitenkollegiums und ehemalige Klosterkirche des Franziskanerkonvents (aus Werner, Tab. II.)

## Lage
Das Kloster lag am östlichen Stadtrand, an der späteren Stadtmauer. Die gotische Klosterkirche ist stark verändert erhalten und hat(te) das Patrozinium der hll. Peter und Paul. Sie ist heute eine der römisch-katholischen Kirchen in der Stadt (kościół pw. św.św. Piotra i Pawła, Gimnazjalna 13).

## Geschichte
Die Geschichte des Klosters ist sehr dürftig dokumentiert. Die genaue Zeit der Gründung des Klosters ist nicht bekannt; es muss jedoch nur wenig vor 1284 oder Anfang 1284 gegründet worden sein. Eduard Mühle führt als Gründer des Klosters Herzog Konrad II. auf. Dagegen geht Arthur Heinrich davon aus, dass das Kloster von den Bürgern der Stadt Sagan gegründet worden war. Das Kloster gehörte kirchenrechtlich zum Bistum Breslau, und ein herzoglicher Gründer hätte sehr wahrscheinlich auch die Genehmigung des zuständigen Diözesanbischofs eingeholt. Auch der unten näher erläuterte Brief des Bischofs Thomas spricht ausdrücklich von den Bürgern von Sagan und nicht dem Herzog, der in dem Brief gar nicht vorkommt. Die Franziskaner hatten den Bürgern versichert, dass sie aufgrund päpstlicher Privilegien auch ohne Erlaubnis des Bischofs an jedem Ort Niederlassungen gründen könnten. Eine bischöfliche Genehmigung zur Gründung des Konvents lag offensichtlich nicht vor, wie die folgende Begebenheit zeigt, die sich aus dem bereits erwähnten Brief von Bischof Thomas ergibt.
Am 21. August 1284 antwortete der Breslauer Bischof Thomas II. auf einen (nicht mehr erhaltenen) Brief des Erzbischofs Jacobus von Gnesen, zu dem das Bistum Breslau als Suffraganbistum gehörte, dass er die Gründung des Franziskanerkonvents in Sagan auf polnischem (genauer schlesischem) Boden durch Brüder der Sächsischen Ordensprovinz, also durch eine fremde Franziskanerordensprovinz nicht hatte verhindern können. Er habe die Bürger von Sagan ohne Erfolg erinnert und ermahnt, keine fremden Franziskaner in ihren Mauern aufzunehmen. Ganz offensichtlich war Bischof Thomas II. durch seinen vorgesetzten Erzbischof kurz zuvor ermahnt worden, derartige Klostergründungen durch die Sächsische Franziskanerprovinz im Zuständigkeitsbereich der polnischen Ordensprovinz zu verhindern bzw. vielleicht sogar getadelt worden, dass er die Klostergründung in Sagan zugelassen hatte. Nach dem Inhalt dieses Briefes dürfte die Gründung des Konvents in Sagan nicht lange vor 1284 (oder sogar erst Anfang des Jahres 1284) erfolgt sein. Das Kloster in Sagan gehörte somit von Anfang an zur Sächsischen Franziskanerprovinz und wurde wahrscheinlich bald danach an die Kustodie Goldberg der Sächsischen Franziskanerprovinz angeschlossen. Für 1340 ist diese Zuordnung jedenfalls durch das Provinciale vetustissima sicher belegt.
Mit dem oben genannten Brief war der Streit um die Zugehörigkeit des neuen Klosters in Sagan noch nicht beigelegt. 1285 forderte der Provinzial der Böhmisch-polnischen Provinz, Ceslaus, den Provinzial der Sächsischen Provinz, Burkhard von Halle auf, die beiden Konvente in Sagan und Namslau an die Böhmisch-polnische Provinz abzutreten, da sie von der Sächsischen Provinz unrechtmäßig auf polnischem Boden gegründet worden seien. Er hatte mit dieser Forderung keinen Erfolg.
Im selben Jahr beschwerte sich das Breslauer Domkapitel auf dem Generalkapitel zu Mailand über die Sächsische Franziskanerprovinz. Bischof Thomas II. hatte Herzog Heinrich IV. von Breslau mit dem Interdikt belegt. Gewisse Personen des Ordens, und zwar namentlich aus den Konventen Breslau, Neisse, Brieg, Schweidnitz, Goldberg, Löwenberg, Sagan und Namslau hätten sich jedoch gegen den Bischof gestellt und hielten zum Herzog. Das Domkapitel bat daher das Generalkapitel diesem Gebaren der Franziskaner im Bistum Breslau ein Ende zu setzen. Bischof Thomas II. beschwerte sich im selben Jahr auch direkt beim Generalminister der Franziskaner über diese Konvente. Außerdem beschwerte sich das Domkapitel (unrichtig und unberechtigterweise) darüber, dass sich vor einiger Zeit die Konvente in Breslau, Neisse, Brieg, Schweidnitz, Goldberg, Löwenberg, Sagan und Namslau von der Böhmisch-polnischen Provinz losgerissen hätten und zur Sächsischen Ordensprovinz übergetreten seien. Lucius Teichmann bemerkt dazu, dass die Konvente Sagan und Namslau nie zur Böhmisch-polnischen Provinz gehört hatten, und die anderen genannten Konvente durch Beschluss des Generalkapitels 1274 in Lyon von der Böhmisch-polnischen Provinz abgetrennt und der Sächsischen Ordensprovinz zugewiesen worden waren.
Nach dem Kalendarium Necrologium soll der Glogauer Herzog Heinrich III. 1294 den Franziskanern den Bauplatz nahe seiner Burg geschenkt haben. 1303 weihte Hartung (OFM), Bischof von Semgallen, ein Franziskanerordensbruder, im Hospital zum Hl. Geist vor der Stadt einen Altar zu Ehren des Hl. Geistes und des Erzengels Michael ein. Die Kapelle stand unter dem Patronat der Augustiner-Chorherren von Sagan. Zeuge in der Urkunde war Guardian Romscho des Saganer Franziskanerkonvents.
Wie bei vielen anderen Niederlassungen des Ordens kam es auch in Sagan zu Streitigkeiten mit den Geistlichen der Stadtpfarrkirche um die Einnahmen bzw. die Abgaben der Gläubigen. Die Augustiner hatten das Patronat der Stadtpfarrei, und der Abt des Augustinerklosters war gleichzeitig Stadtpfarrer.
Eine weitere Episode belastete das Verhältnis zwischen beiden Orden weiter. Ein Augustiner namens Breczkow trat unter dem Vorwand, einen strengeren Orden wählen zu wollen, als Novize in den Franziskanerorden ein. Durch Verleumdungen brachte er es fertig, dass der Abt der Augustiner, Dietrich I. (1351–1365) vor den Offizial des Bistums Breslau zitiert wurde und sich verantworten sollte. Die Franziskaner rühmten den Novizen sogar von der Kanzel herab dafür, dass dieser den strengeren Orden gewählt hatte. Doch nach nur einem Jahr verließ er auch aus das Franziskanerkloster und heiratete.
Zur Beilegung des Streits zwischen den beiden Orden wurde ein vom Hl. Stuhl bestellter Richter, Albertus Baldramus, Offizial des Bistums Naumburg eingesetzt. Er vermittelte 1363 folgenden Vergleich zwischen Bruder Petrus von Dyppoldiswalde, Kustos der Kustodie Goldberg und Abt Dietrich I. der Augustiner-Chorherren: Kein Orden soll den anderen schädigen oder herabsetzen, besonders nicht durch die Predigt. Die Franziskaner durften die Beichte hören, aber nur wenn der Bischof dazu seine Zustimmung gegeben hat. Allerdings sollten die Gläubigen wenigstens einmal im Jahr beim Stadtpfarrer oder dessen Stellvertreter beichten und diesem ihre Gebühren entrichten. Jeder Bürger der Stadt sollte des Recht haben, sich im Franziskanerkloster begraben zu lassen. Allerdings sollten die kanonischen Gebühren an das Augustiner-Chorherrenstift abgeführt werden. Eine Exkommunikation, ausgesprochen von einem Kloster, sollte auch für das andere Klöster gelten. Prozessionen für die Verstorbenen durften die Franziskaner nur am Sonntag nach der Vesper ohne alle Feierlichkeit und ohne Gesang und Gebete abhalten. Mit der Annahme dieser Bestimmungen sollten auch alle Misshelligkeiten zwischen den beiden Orden beigelegt werden.
In der Amtszeit des Abtes Nikolaus I. (1365–1376) flammten die Streitigkeiten zwischen der Geistlichkeit der Stadtkirche (bzw. der Augustiner-Chorherren) und den Franziskanern erneut auf. Im Grunde ging es wiederum um dieselben Punkte; die Pfarrer beklagten die Eingriffe der Franziskaner in ihre Jurisdiktion, Rechte und vor allem die Schmälerung ihrer Einkommen. Die Franziskaner beklagten die Angriffe der Pfarrgeistlichkeit auf die dem Orden verbrieften Rechte. Der vom Papst 1372 beauftragte Legat Johann von Alexandrien urteilte zunächst zu Gunsten der Franziskaner. Auf den erneuten Protest der Pfarrgeistlichkeit gegen das Urteil entschied der Kardinal Johann, Bischof von Sabina 1376 den Streit endgültig, dieses Mal aber zu Ungunsten der Franziskaner. Während der Amtszeit des Abtes Ludolf von Sagan (1394–1422) besserte sich das Verhältnis der Orden untereinander merklich. Abt Ludolf predigte gelegentlich auch in der Franziskanerkirche und ermunterte seine Pfarrkinder Almosen für die Franziskaner zu spenden.
1415 war es zwischen dem Augustiner-Chorherrenstift und der Stadt Sagan zu einem Streit um den Bierausschank gekommen. Die Verhandlungen zur Beilegung des Streits fanden vor dem Saganer Herzog Johann I. wiederholt im Kloster der Franziskaner statt, einmal in ihrem „grösseren Garten“.
1426 hatte Herzog Johann I. von Sagan Streitigkeiten mit den Augustiner-Chorherren eskalieren lassen. Nach zahlreichen Gewalttaten gegen die Chorherren und der Einkerkerung des Abtes Heinrich Undirburg von Leslaw wurde er vom Breslauer Bischof Konrad mit dem Interdikt belegt. Die Franziskaner hielten sich zunächst an die Bestimmungen. Aber 1430 hielten sie trotz des Interdikts, vermutlich aus Angst oder aus Rücksicht auf den gebannten Herzog, Gottesdienste in der Stadt und verfielen daher ebenfalls dem Interdikt. Am 7. Oktober 1431 erhielt der Propst von Sprottau die Vollmacht, das Interdikt für sechs Wochen zu suspendieren, bis die Sache mit den Franziskanern geordnet und sie die Lossprechung verdient hätten. Sie durften in dieser Zeit keinen Gottesdienst mehr halten, ansonsten drohte er ihnen mit der Austreibung und Entziehung der Benefizien. Die Saganer Ordensbrüder wurden wohl zeitnah wieder vom Interdikt losgesprochen.
Am 10. Januar 1453 kam Johannes von Capistran nach Sagan und predigte dort mit großem Erfolg für die Observanzbewegung. Der Saganer Konvent soll sich der Observanz angeschlossen haben. Allerdings wurde der Konvent sicher nur nach den milderen Martinianischen Konstitutionen von 1430 reformiert. Die Konvente mussten ihren Besitz formal an den Heiligen Stuhl abgeben und von weltlichen Personen verwalten lassen. Sie durften aber Geld abrufen, um ihre Gebäude zu erhalten. Dagegen mussten Franziskanerkonvente, die nach den Regeln der strengeren Observanz lebten, völlig auf Besitz verzichten. 1482 schrieb der Rat der Stadt Sagan an den neuen Landesherrn Herzog Albrecht von Sachsen, dass die Prokuratoren des Klosters vorgebracht hätten, dass sie unter der vorigen Landesherrschaft freies Holz für das Kloster aus den herrschaftlichen Wäldern gehabt hatten. Der freie Holzeinschlag zum ausschließlichen Gebrauch im Kloster sei ihnen nun versagt worden. In der Antwort des Herzogs auf den Brief heißt es nur, dass er seine Entscheidung dem Verweser des Herzogtums Sagan mitgeteilt habe.
1486 soll ein Stadtbrand nicht ein Dach in der Stadt Sagan verschont haben. Auch das Kloster und die Klosterkirche der Franziskaner brannten ab. Der damalige Guardian Simon Grissel (Grispel?) verlor bei dem Feuer ... den Verstand; er starb im Juni selbigen Jahres in Görlitz. Die Ordensbrüder begannen bald darauf mit dem Wiederaufbau der Klostergebäude und der Klosterkirche. 1495 war die neue Klosterkirche fertig, die wiederum den hll. Petrus und Paulus geweiht wurde.
1519 kam es wieder zu Differenzen zwischen dem Augustiner- und dem Franziskanerkloster. Der Guardian und die Brüder des Franziskanerklosters sollten durch den General-Auditor des Heiligen Stuhls und Bischofs von Ascoli Joannes Hieronymus de Chinutiis ermahnt werden, ihre Hl. Messe zeitlich vor dem Hochamt in der Pfarrkirche zu halten und keine Sakramente ohne die Erlaubnis des Abtes des Augustinerklosters zu spenden; zur Erinnerung: der Abt des Augustinerklosters war zugleich auch Stadtpfarrer von Sagan.

### Besitz und Einkommen des Klosters
Das Kloster war wohl relativ arm, größerer Grundbesitz ist nicht bekannt. Allerdings muss dabei auch berücksichtigt werden, dass sich nur wenige Urkunden erhalten haben. Sicherlich wurde durch das Betteln ein Großteil des Unterhalts erzielt. Es war aber kein völlig armes Kloster. Immerhin konnte der Konvent 1453 ein Darlehen von 25 Ungarischen Gulden an die Saganer Herzöge Rudolf und Balthasar ausgeben. Das Darlehen war über den Zoll zu Sagan abgesichert, d. h. das Kloster erhielt den jährlichen Zins aus den Zolleinnahmen.
Beim Kloster dürfte sich zumindest ein größerer Garten befunden haben. Aus der Formulierung in einer Urkunde von 1415 „in deren grösserem Garten“ kann man schließen, dass es noch einen zweiten kleineren Garten gab. Einen Garten zwischen dem Hl. Kreuz und der Mühlgasse verkauften die Franziskaner 1524 an Margarete Baierin. Guardian und Konvent bestätigten mit einer Urkunde, dass die Baierin ihnen den Garten in voller Höhe bezahlt habe. Das Kloster besaß auch zumindest ein Haus. 1530 bestätigten Guardian Johannes Wache und Lektor Andreas Hoffmann durch ihren Syndikus und Vormund (Prokurator), dass Merten Sommer das Haus auf der verloren Gasse, das sie ihm verkauft hatten, bezahlt habe.
1391 verpflichtete sich Guardian Johannes, dass er für Sophie Ungelaubben und ihres Ehemanns Seele jeden Tag(?) eine Messe in der Kirche (im Kirchenschiff) Unser Lieben Frauen (oder im Chor) lesen lassen würde, für die guten Werke, die sie für den Konvent getan oder in Zukunft noch tun werde. Als Zeugen erschienen neben dem Guardian namentlich sieben Ordensbrüder und (ohne Namen) andere Brüder in demselben Kloster. Am 7. Juni 1403 vermachte Henczel Greiffenberg dem Kloster einen Vierdung, damit die Brüder ihn zu seinen Eltern in das Totenbuch schreiben sollten, und zusätzlich weitere fünf Groschen.
In einem Schreiben ohne Datum (zwischen 1510 und 1516) bewilligte Herzog Georg von Sachsen dem Kloster 20 Mark und die Erlaubnis, jährlich um Bartholomäi (24. August) zu Dresden zwei Fuder Wein zu holen. 1517 vermachte der Saganer Bürger Jorge Ehrlich seinen Söhnen Franz und Johannes, die in den Saganer Konvent eingetreten waren, aus dem mütterlichen Erbe 40 Mark.
1514 ließ der Verweser von Sagan, ein von Schlieben, eine Kapelle an die Klosterkirche der Franziskaner anbauen, die „Capella dolorosae compassionis Virginis Mariae“ genannt wurde. Darin wurde auch ein Altar aufgestellt. 1515 ging den Franziskanern noch ein jährlicher Zins von einem Groschen von einem Stück neben den herrschaftlichen Weinbergen zu.
1519 vermachte Margarete, Mathes Scholzen Witwe ihr (nicht weiter ausgeführtes) Gut dem Franziskanerkloster. Guardian Johann Wache und der Prediger Franziskus Zimmermann erklärten, dass sie das Gut empfangen und auf dem Gut lastende Belastungen ausgezahlt hätten. 1523 bedachte Margarete, Franz Erlichens Witwe, das Franziskanerkloster in ihrem Testament mit fünf Mark. Und im selben Jahr zahlte Hans Messner neun Mark Schulden an die Franziskaner zurück. Eigentlich betrugen die Schulden zehn Mark; eine Mark hatten die Ordensbrüder ihm nachgelassen. Ebenfalls 1523 vermachte der verstorbene Goldschmied Hans George dem Kloster zwei Pfund Wachs, 11 Groschen 5 Pfennige zum Kauf von Fleisch sowie Tuch für ihre Ordenskleider. 1539 baten Guardian und Konvent Herzog Georg um Hilfe bei einem ihnen zugefallenen Weinzins. Herzog Georg wies schließlich die Stadt Guben an, den fälligen Weinzins an die Saganer Franziskaner zu bezahlen.

### Hausstudium
Durch die Nennung zweier Lektoren, so für 1476 Johannes Werneri und für 1530 Andreas Hoffmann ist ein Hausstudium im Konvent in Sagan belegt. Durch das Hausstudium erhielten in das Kloster eingetretene Novizen eine theologische Grundausbildung.

### Reform(-Versuche) und Widerstand
Am 31. März 1488 beklagte sich der Rat der Stadt Görlitz beim Rat der Stadt Sagan, dass der Kustos der Kustodie Goldberg in Sagan den Görlitzer Ordensbrüder geraten habe, die Observanz aufzugeben, nach Sagan zu gehen und dort ein „linder leben“ zu führen. Dadurch sei die Ordenszucht im Görlitzer Kloster gelockert worden, und einige Ordensbruder hätten diesen Lockungen nachgegeben. Der Görlitzer Rat bat nun den Saganer Rat, den Kustos und die Saganer Brüder anzuhalten, sich um ihre Angelegenheiten zu kümmern und die Görlitzer Ordensbrüder in Ruhe zu lassen. Nach dem Provinzkapitel in Halberstadt 1498 versuchte nun der neugewählte Kustos von Goldberg zu reformieren und auch die Wahl eines reformierten Guardians durchzusetzen. Der Versuch scheiterte am Widerstand des Konventes; die Ordensbrüder wurden in ihrer ablehnenden Haltung vom Rat der Stadt unterstützt.
1501 verteidigte der Crossener Guardian Franziskus Goltmann die etablierte mendikantische Lebensweise der Konvente in Görlitz, Bautzen, Zittau, Schweidnitz, Löwenberg, Lauban und Sagan und beklagte die Anfeindungen durch die Observanten.
Dagegen beklagte 1505 der Kustos der Kustodie Goldberg den Niedergang der Observanz in seiner Kustodie. Vermutlich gelang es in den folgenden Jahren tatsächlich noch eine Reform im Saganer Konvent durchzusetzen. 1518 bei der Teilung der Provinz Saxonia wurde der Saganer Konvent der Provinz S. Johannis Baptistae zugeteilt, die nach den laxeren Regeln der Martinianischen Konstitutionen reformiert war.

### Das Provinzialkapitel in Sagan (1515)
1515 fand im Konvent in Sagan ein Provinzkapitel (Jahresversammlung) der Sächsischen Franziskanerprovinz statt. Es war und blieb das einzige Provinzialkapitel, das in Sagan abgehalten wurde.
Der Abt des Augustinerklosters zog den zu Fuß anreisenden Franziskanern mit seinen Brüdern in Chorkleidung entgegen, empfing sie am Fuß des Berges westlich der Stadt und geleitete sie unter geistlichen Gesängen in die Stadt zur Pfarrkirche. Er begrüßte sie mit einer in Latein gehaltenen Predigt, und Augustinerbrüder geleiteten dann die Franziskaner zu ihrem Kloster. Die Franziskaner nahmen die Saganer Augustiner in die Bruderschaft ihres Ordens und in die Gemeinschaft der Fürbitten auf. Außerdem vereinbarten sie, dass keines der Klöster in ihren Predigten und Gottesdiensten etwas zum Schaden und Nachteil des anderen Klosters sagen sollte. Doch 1519 kam es wieder zu Differenzen zwischen beiden Klöstern (siehe oben).
Der Saganer Konvent hatte zur Finanzierung des Provinzialkapitels ein Darlehen von 40 Mark beim Rat der Stadt aufgenommen, das 1520 immer noch nicht zurückgezahlt war. 1520 kam es zu einer Verhandlung zwischen der Stadt und dem Prokurator des Klosters A. Steinborn über die Rückzahlung der Schulden. 1521 sollte das Kloster auf Jakobi (25. Juli) 20 Mark, und die anderen 20 Mark spätestens auf Michaelis (29. September) zurück bezahlen.

### Zwei Unglücksfälle
Zwei Unglücksfälle, die das Kloster betrafen werden in der Literatur noch erwähnt; am Abend des 15. August 1537 schlug abends der Blitz in das Refektorium ein, richtete jedoch keinen größeren Schaden an. Und am 3. Oktober 1537 wurde ein junger Ordensbruder durch Pferdetritte so stark am Kopf verletzt, dass er daran starb.

### Die Teilung derSaxoniaund Wechsel der Kustodie
Auf dem Generalkapitel des Ordens in Lyon 1518 wurde die Franziskanerordensprovinz Saxonia geteilt, nicht geographisch, sondern nach der Zugehörigkeit zur milderen oder strengeren Observanz. Die Klöster die nach den Martinianischen Konstitutionen organisiert waren, wurden in der Provinz Saxonia S. Johannis Baptistae vereinigt, die sog. Observanten wurden in der Provinz Saxonia S. Crucis zusammengefasst. Der Konvent in Sagan wurde der Provinz Saxonia S. Johannis Baptistae zugeordnet. 1523 wurde die Kustodie Goldberg, zu der der Saganer Konvent bis dahin gehört hatte, aufgelöst. Die Konvente in Goldberg und Liegnitz wurden an die Böhmische Ordensprovinz angeschlossen, die restlichen Konvente (Bautzen, Crossen, Görlitz, Lauban, Löwenberg, Sorau und Zittau) verblieben in der Saxonia S. Johannis Baptistae und wurden in der neuen Kustodie Görlitz zusammengefasst.

### Reformation und das Ende des Klosters
1522 wurde Paul Lemberg zum Abt des Augustinerklosters in Sagan gewählt. Er war ein Anhänger Luthers und führte Luthers Lehre in Sagan ein. Die Franziskaner opponierten heftig dagegen und hatten in dem katholischen Kurfürsten Georg von Sachsen, der damals auch Herzog von Sagan war, einen potenten Unterstützer, so dass sich die Reformation noch nicht im Herzogtum durchsetzte.
Georg von Sachsen starb 1539, Nachfolger wurde sein Bruder Heinrich, der evangelisch gesinnt war. 1540 kam Kurfürst Heinrich persönlich nach Sagan. Mit Heinrich als Herzog von Sagan setzte sich die Reformation in Sagan fast vollständig durch.
Nach Wolff soll das Franziskanerkloster schon um 1539 leer gestanden haben. Nach Arthur Heinrich und ihm folgend Lucius Teichmann wurden die Ordensbrüder erst 1540 aus ihrem Kloster vertrieben. Nach Schmies und Rakemann löste Herzog Heinrich von Sachsen den Konvent 1540 auf.

### Spätere Nutzung der Klostergebäude
Die Klosterkirche wurde den Protestanten übergeben. Die 1540 in der Kirche noch vorhandenen Bilder und Altäre wurden zerstört. Die liturgischen Gewänder und die Kirchengeräte wurden verkauft. Die Klosterkirche blieb evangelische Kirche bis 1628. Kurfürst Heinrich starb bereits 1541; ihm folgte Johann Friedrich I., der nach der verlorenen Schlacht bei Mühlberg die Kurfürstenwürde an seinen Vetter Moritz abgeben musste. 1549 musste Kurfürst Moritz von Sachsen das Herzogtum Sagan an den böhmischen Landesherrn König Ferdinand I. abtreten. Sagan war nun im direkten Besitz der Krone Böhmen. Damit war auch die Voraussetzung für die Rekatholisierung des Fürstentum Sagan geschaffen.
Während des Dreißigjährigen Krieges entschädigte Kaiser Ferdinand II. 1628 seinen Feldherrn Wallenstein u. a. auch mit dem Herzogtum Sagan, das dieser als Lehen erhielt. Mit dem Restitutionsedikt von 1629 begann nun die vom Kaiser angestrebte Rekatholisierung der Länder der Böhmischen Krone. Wallenstein berief dazu Jesuiten nach Sagan und übergab ihnen das ehemalige Franziskanerkloster.

### Versuch der Wiedergewinnung des Klosters durch die Franziskaner
Nach dem Dreißigjährigen Krieges 1448 versuchte die böhmische Franziskanerprovinz wieder in den Besitzes ihres ehemaligen Kloster zu kommen. Sie brachten vor, dass Wallenstein als Lehensmann des Königs von Böhmen eigentlich nur mit Zustimmung seines Lehensherrn das Lehengut verschenken durfte, und eine kaiserliche bzw. königliche Genehmigung zur Übertragung des Klosters auf die Jesuiten lag 1628 nicht vor. Allerdings änderten die Einsprüche nichts an den geschaffenen Tatsachen. Klostergebäude und -kirche blieben im Besitz der Jesuiten.

### Guardiane und andere Klosterämter
Der Guardian war der Obere oder Vorsteher des Klosters. Er wurde vom Provinzkapitel ernannt bzw. auf dem Provinzkapitel gewählt. Die Amtszeit betrug in der Regel drei Jahre, eine Wiederernennung war möglich. Die geklammerten Zahlen in der Tabelle sind lediglich Nachweise, nicht der Zeitpunkt der Ernennung (oder die Dauer der Amtszeit). Der Stellvertreter des Guardians war der Vikar, in einer Urkunde aus der Zeit um 1500 wird er auch „Viceguardian“ genannt.
| Amtszeit      | Guardian               | Sonstige Klosterämter und Anmerkungen |
| ------------- | ---------------------- | ------------------------------------- |
| 1303          | Jacobus Romscho        |                                       |
| 1391          | Johannes               |                                       |
| 1433          | Petrus Lorse           |                                       |
| vor 1469      | ?                      | Johannes Seldenheym, Viceguardian     |
| vor 1476      | ?                      | Joannes Werneri, Lektor               |
| vor 1480      | Johannes Jawir         | Franz Mauer, Prediger und Beichtvater |
| bis 1496      | Simon Grissel († 1496) |                                       |
| um 1500       | ?                      | Sigismund Rode, Viceguardian          |
| 1517 bis 1530 | Johannes Wache         | Andreas Hoffmann, Lesemeister         |